# Ognean Stamboliev
Ognean Stamboliev (n. 1947, Ruse, Bulgaria) este un traducător, critic literar și muzical din Bulgaria.
Este membru al PEN - BULGARIA  Uniunii Traducătorilor din Bulgaria și președinte al Asociației Traducătorilor din Ruse. S-a ocupat de traducerea literaturii române în limba bulgară  :
A tradus și publicat versuri, proză, eseuri și piese de Ion Luca Caragiale, Tudor  Arghezi, Mihai Eminescu, Ioan Slavici, Ionel Teodoreanu, Panait Istrati,  Mihail Sebastian, Lucian Blaga, Zaharia Stancu, Mircea Eliade, Emil Cioran, Eugen Ionescu, Marin Sorescu, Titus Popovici, Nichita Stănescu, Ana Blandiana, D. Solomon, A. Dohotaru, D. M. Ion, Dumitru-Radu Popescu, Ion Băieșu, Teodor Mazilu, Mircea Dinescu, I.D. Sârbu, Grigore Vieru, Leo Butnaru,  Matei Vișniec etc., în total peste 35  carti  si  60 de piese românești de autori clasici și contemporani.  TOTAL 50 CARTI  SI 70 PIESE DE TEATRU 
Membru al PEN Bulgaria.
TEL  00359 875 302   -  ognianstamboliev@gmail.com

## Premii
- Uniunea Traducătorilor din Bulgaria, 1997
- Soros Open society - Sofia
- Editura Pan, 2000
- Ministerul Culturii din România
- Uniunea Scriitorilor din România
- Ministerul Culturii din Bulgaria
- Uniunea Traducătorilor din Bulgaria, 2009
- Academia Română - premiu decernat pentru traducerile din Nichita Stănescu, martie 1997
- Festivalul Grigore Vieru - Premiul pentru traducere (2010)
- Festivalul Lucian Blaga - Premiul pentru traducere (2013)
- Festivalul Nichita Stănescu de la Ploiești - medaliat (2013)
- Festivalul Nichita Stănescu de la Ploiești - ed. XXVI (28-31 martie 2014) - Premiul pentru traducere (2014)
- Festivalul Tudor Arghezi de la Târgu Jiu - Premiul Opera Omnia (2014)
- Salonul Internațional de carte de la Chișinău - Premiul pentru traducere (2014)
- Festivalul Tudor Arghezi de la Targu Jiu - Premiul pentru traducere ( 2015)
- Festivalul Mihai Eminescu de la Craiova - Premiul pentru traducere (2014)
- Festival  Poesis - Satu Mare - Premiul pentru traducere  (2015)
- Premiul  pentru eseistica  - Rev Literatura si arta - Chisinau, 2015

1. Premiul pentru traducere - Salon de carte, Chisinau, 2016
2. Premiul pentru traducere - Mihai Eminescu - Festival international Eminescu, Turnu Severin, 2017

Premiul Mare pemntru trafucete  - Memorial  Eminescu  -  Ipotesti - Iasi - 2019
# Premiul  la Congresul Eminescologilor Chisinau - 2019
# Premiul pentru traducere - Salon de carte  Chisinau - 2019

## Scrieri
- Ghid general de operă în 2 volume Sofia - 2001
- Ghid de operetă - 2012 - premiat de MON Bulgaria
- monografii muzicale, librete de operă și operete
- Libretul pentru opera Steaua fără nume după M. Sebastian - muzică de Paraschev Hadjiev, montată la Opera Națională din Sofia, în 1984

## Traduceri

### Poezie
- Nichita Stănescu, Basorelief cu îndrăgostiți (Nichita Stanescu – Barelef s vliubeni  - izbrani stihove), colecția Globus poetic. Narodna kultura, Sofia, 1979 - premiu de debut
- Lirica europeană de dragoste - sec. XX (Evropeiska liubovna lirika XX vek), Narodna kultura, Sofia, 1981
- Lucian Blaga, Nebănuitele trepte (Lucian Blaga – Nepodozirani stapala – izbrani stihove), Narodna kultura, Sofia, 1983
- Versuri pentru muzică (I struna, I stih…), Ed. Muzicală, Sofia, 1986
- Lirica românească. De la Nichita până la Dinescu și Vișniec (Rominska poezia), antologie, colecția Tânăra planetă, editura Tineretului, volum interzis de cenzură în 1988
- Grigore Vieru, Metafore albastre (Sini metafori), colecția Globus poetic, Narodna kultura, Sofia, 1989
- Versuri pentru mama * antologie de poezie universală. Poeți români (Stihove za maikata), Ed. Profizdat, Sofia, 1989
- Mircea Dinescu, Democrația naturii (Demokracia na prirodata – izbrani stihove), colecția Ars poetica, Ed. Hristo Botev, Sofia, 1995 - volum premiat de Uniunea traducătorilor din Bulgaria și de Fundația Soros de la Sofia
- Versuri de dragoste * Poezie feminină universală (Dokosvam tiho pak rakata ti…), Ed. Profizdat, Sofia, 1982
- Poezie și proză balcanică (Poezia i proza ot Balkanite), Editura „Ah, Maria”, Sofia, 1996 - conține traduceri din Eliade, Cioran, Sorescu, Stănescu, Dinescu, Blandiana, D.R. Popescu, Negreanu, Mincu, Iuga, A. Popescu etc.
- Nichita Stănescu, O viziune a sentimentelor (Videnie na chuvstvata – izbrani stihove), colecția Ars poetica, Ed. Zaharii Stoianov, Sofia, 2001
- Antologia poeziei balcanice - Hemus, Editura Anti, Atena, 2007 - conține traduceri din Lucian Blaga, Tristan Tzara, Ion Vinea, Ion Barbu, Ilarie Voronca, Gelu Naum
- Matei Vișniec, Versuri. Orașul cu un singur locuitor. Richard al treilea se interzice, Ed. Avangardprint, Sofia, 2009
- Grigore Vieru, Versuri. Mi-e dor de piatră..., Ed. Avangardprint, Sofia, 2010
- Lucian Blaga, Poemele luminii (110 poezii, eseuri), Ed. Avangardprint, Sofia, 2012
- Nichita Stănescu, Ordinea cuvintelor - 300 poeme, Ed. Gea Libris, 2013
- Leo Butnaru, 300 poezii, Ed. Avangardprint, Sofia, 2014
- Marin Sorescu, Ieșirea prin cer (133 poezii, 5 piese, 5 eseuri), Ed. Avangardprint, Sofia, 2014
- Tudor Arghezi - 11 poeme  - Targu Jiu - 2015

### Proză și teatru
- Ion Luca Caragiale, Năpasta (Razplata), Narodna kultura, Sofia, 1982
- Zaharia Stancu, Ce mult te-am iubit (Kolko mnogo te obiciah), Ed. Profizdat, Sofia, 1983
- Titus Popovici, Moartea lui Ipu (Smartta na Ipu), Ed. Panorama, Sofia, 1986
- Mircea Eliade, În curte la Dionis. Pe strada Mântuleasa (un roman și 4 nuvele, V dvora na Dionis – fantastichna proza), Ed. Hristo Botev, Sofia, 1995. Volum premiat de Uniunea traducătorilor din Bulgaria.
- Lacrimi și sfinți (un volum antologic Emil Cioran, Salzi I svetci), Ed. Zaharii Stoianov, Sofia, 2005-2006
- Eugene Ionesco, Pietonul din văzduh, Ed. Lege Artis, Sofia, 2007 - conține piesele Setea și foamea, Tabloul, Scenă în patru, Improvizație la Alma, Delir în doi și alte piese, premiat de Uniunea Traducătorilor din Bulgaria în 2008
- Matei Vișniec, Teatru (6 piese), Ed. Fachel Express, Sofia, 2009
- Mircea Eliade, Proză fantastică. Tinerețe fără tinerețe (11 nuvele și romane), Ed. Avangardprint, 2009 – 600 р.
- Ion D Sarbu - Jurnalul unui jurnalist fara jurnal - Avangardprint - 2011
- Mircea Eliade - Memorii, 2 vol., Ed. Avangardprint, 2011
- Ion Baiesu - Balanta - ed Avangardprint - 2011
- Matei Vișniec, Sindromul de panică în orașul luminilor, Ed. Avangardprint, Sofia, 2011
- Ion D. Sârbu, Jurnalul unui jurnalist fără jurnal. Șoarecele B., Ed. Avangardprint, Sofia, 2012
- Viorel Cosma, George Enescu, Ed. Gea Libris, 2012
- Mircea Eliade, Domnișoara Christina. La țigănci (un roman și 10 nuvele, Gadateliat. Gospojiza Kristina), Ed. Zaharii Stoianov, Sofia, 2013
- Panait Istrati, Spovedanie pentru învinși, Ed. Avangardprint, Sofia, 2014
- Eleni Kazanzakis, Adevărata tragedie a lui Panait Istrati, Ed. Avangardprint, Sofia, 2014
- Nicolae Dabija - Tema pentru acasa - Avangardprint - 2015
- Ionel Teodoreanu - La Medeleni - Avangardprint - 2015
- Ioan Slavici - Mara , Comoara - Avangardprint - 2015
- Matei Visniec - Domnul K. eliberat - ef Gea Libris - 2015\
- Matei Visniec - Dezordinea preventiva - Avangardprint  - 2016
- Mihai Eminescu - Sarmanul Dionis - proza - Avangardprint - 2016
- Duiliu Zamfirescu - Viata la tara,  Tanase Scatiu, In razboi - Avangardprint - 2016
- Matei Visniec - Teatru -  5 piese, ed Gea Libris Sofia - 2017
- Ana Blandiana - Proza, versuri, convorbiri -  ed Gea Lribris - 2017
- Mihail Sebastian - 2 romane - Femei  - De doua mii de ani - 2018  ed Gea Libris - Sofia
- Matei Visniec - Targovetul de inceputuri de romane -  ed Gea Lrbris - Sofia 2018
- Mihail Sebasian - Teatru -  ed Gea Lrbris 2020
- Dumitru Radu Popescu - 5 piese si 10 nuvele - I Cezar mascariciul piratilor - Gea Libris 2020